# Vojtěch Weidenhoffer
Vojtěch Weidenhoffer (19. dubna 1826 Německý Brod – 1. července 1901 Německý Brod) byl rakouský a český podnikatel a politik, v 2. polovině 19. století poslanec Českého zemského sněmu.

## Biografie

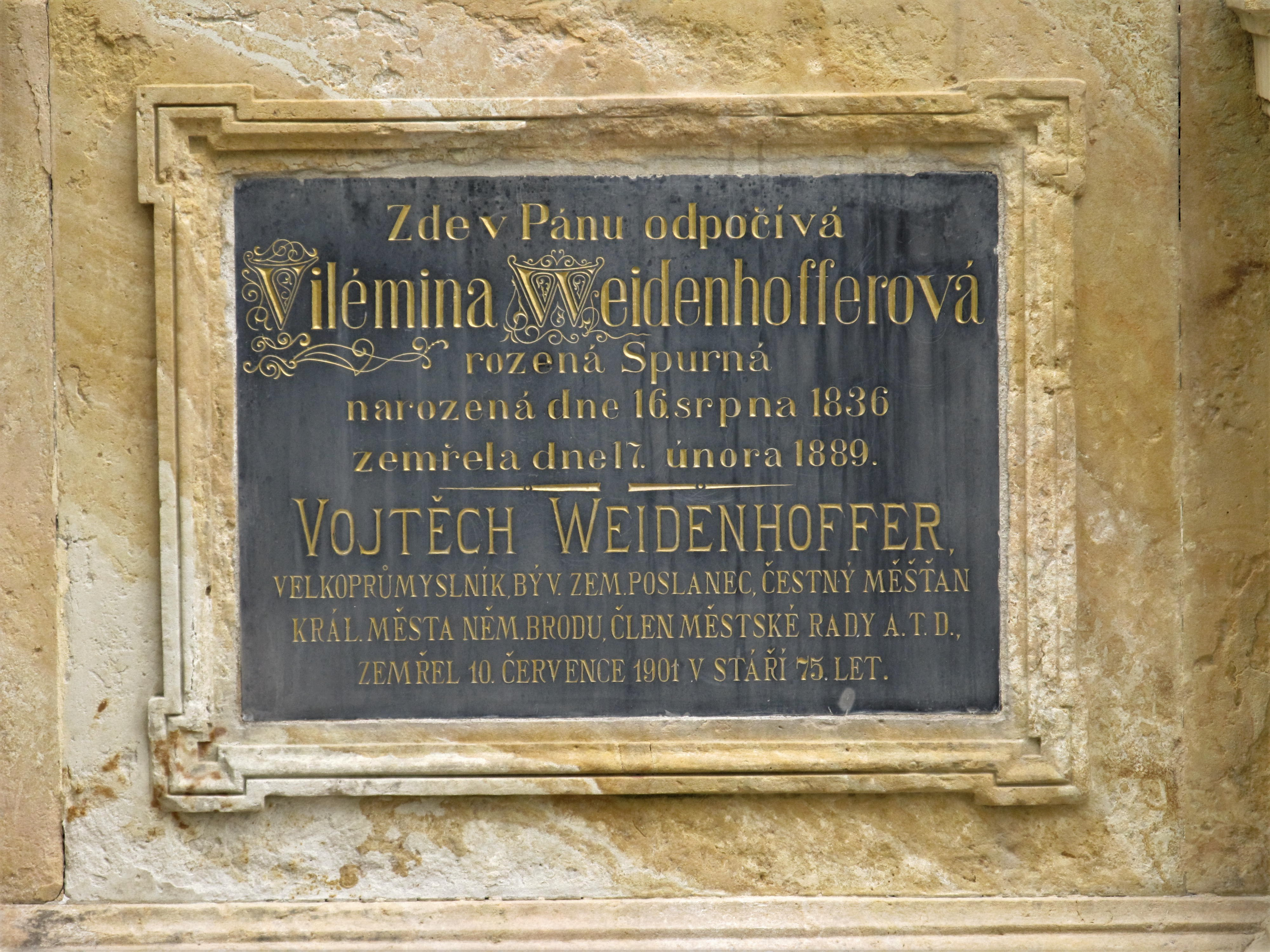
Detail Weidenhofferovy hrobky na starém hřbitově v Havlíčkově Brodě

Pocházel z rodu Weidenhofferových, který v 19. století patřil mezi měšťanskou honoraci v Německém Brodě. Provozovali obchod se střižním zbožím a podnikali v soukenictví. Vojtěch ve věku 21 let převzal po otci obchod v Dolní ulici. Dále zakoupil mlýn a začal rozvíjet podnikání v škrobárenství a bramborářství. Jako první v regionu zavedl roku 1869 ve svém závodě parní stroj. Založil škrobárnu v Pohledských Dvořácích. Byl členem četných českých hospodářských spolků. Podílel se na založení městského muzea v Brodě. Angažoval se i v místní politice. Zasedal v obecní radě v Německém Brodu (v obecním zastupitelstvu setrval po čtyřicet let). Byl taky členem okresního zastupitelstva. Zasadil se o rozvoj železničního spojení v Brodu, spoluzakládal pěvecký sbor Jasoň.
V 80. letech 19. století se zapojil i do zemské a celostátní politiky. Ve volbách v roce 1883 byl zvolen v městské kurii (volební obvod Německý Brod, Polná, Humpolec) do Českého zemského sněmu. Mandát zde obhájil ve volbách v roce 1889. Politicky patřil k staročeské straně.
V roce 1997 byl v parku Budoucnost v Havlíčkově Brodu odhalen jeho pomník od brodského rodáka Jana Exnara. V roce 2013 byly publikovány jeho deníky pokrývající několik dekád jeho života.